# Le Fantôme de Munich
Le Fantôme de Munich est un roman de Georges-Marc Benamou publié en 2007.

## Résumé
En 1968, Daladier, 84 ans, raconte la conférence de Munich en septembre 1938 alors qu'il était « Ier ministre ». La guerre était imminente mais Hitler avait fixé ce rendez-vous. Il dit vouloir les Sudètes et Daladier menace de partir, mais Chamberlain obtient un compromis de Hitler et Mussolini. L'après-midi, Daladier laisse parler son secrétaire d'État Alexis Léger (St John Perse). Daladier obtient de préserver les fortifications tchèques. Un accord est signé à 2 h du matin. De retour en France, Daladier est acclamé mais sait que ce n'est qu'un sursis.
L'ouvrage est dédié au général Louis-Eugène Faucher, « le premier général français qui a dit non à Hitler ».